# كارول مالون
كارول مالون (بالإنجليزية: Carole Malone)‏ هي صحفية بريطانية، ولدت في 14 أكتوبر 1954 في نيوكاسل أبون تاين في المملكة المتحدة.

## وصلات خارجية
- كارول مالون على موقع IMDb (الإنجليزية)